# Patrouilleur Outre-mer
Les patrouilleurs Outre-mer, ou POM ou classe Félix Éboué, sont un programme de six patrouilleurs de la Marine nationale. Ils seront basés à Nouméa, Tahiti et La Réunion, où ils remplaceront les anciens patrouilleurs de la classe P400, mais avec un gabarit bien plus important de 1 300 tonnes à pleine charge et des capacités étendues. Le premier exemplaire, l'Auguste Bénébig, a été livré le 5 mai 2023 à Nouméa, le deuxième, le Teriieroo a Teriierooiterai est admis au service le 17 juillet 2024 à Papeete. Les quatre suivants doivent être livrés en 2025 et 2026.

## Historique

### Genèse
Les travaux liés au programme BATSIMAR et à la Revue stratégique de défense et de sécurité nationale 2017 ont établi que la protection des approches maritimes et des intérêts à la mer des départements, régions et collectivités d'outre-mer nécessitaient des moyens aptes à s'opposer aux actions terroristes et aux menaces d'incursions. Ils ont défini deux familles de navires de patrouille : les patrouilleurs de haute mer de nouvelle génération (PHM-NG), ou Patrouilleur hauturier, et les patrouilleurs Outre-mer (POM). Les POM ont pour mission la sauvegarde maritime du territoire et l'action de l'État en mer, avec un armement adapté et sans capacités offensives significatives. En août 2018, la direction générale de l'Armement émet un appel d'offres concernant ces bâtiments.

### Commande
Le 3 novembre 2019, le président de la République Emmanuel Macron annonce à l'occasion des Assises de l'économie de la mer que le ministère des Armées a octroyé le contrat de construction de six POM à la société Socarenam, basée à Boulogne-sur-Mer, déjà constructeur des patrouilleurs Antilles-Guyane (PAG) de la classe La Confiance. La DGA passe officiellement commande auprès de la Socarenam le 24 décembre 2019.
Le marché de développement, de réalisation, et de maintien en condition opérationnelle est publié le 12 février 2020. Il est confié en cotraitance aux sociétés Socarenam et CNN-MCO, situées à Brest, pour une valeur de 223 939 897 euros hors TVA, soit 37,3 millions d'euros par unité.

### Construction
Les patrouilleurs Outre-mer portent les noms de combattants ou de défenseurs ultramarins de la France libre, originaires de chacun des trois territoires où ces navires seront basés.
La première découpe de la première unité, dénommé Auguste Bénébig, a eu lieu le 8 octobre 2020, au cours d'une visite du chantier Socarenam de Saint-Malo par la ministre des Armées Florence Parly.
Le navire a été mis à l'eau le 15 octobre 2021 à Saint-Malo, puis aussitôt convoyé vers Boulogne-sur-Mer pour armement. Il a entamé en octobre 2022 ses essais à la mer depuis la base navale de Brest. Le 17 janvier 2023 le patrouilleur a quitté le port de Brest pour se rendre à Nouméa où il est arrivé le 3 avril, après avoir fait escale à Las Palmas, Fort de France, transité par le canal de Panama, Papeete, Wallis, soit 20 000 km de navigation. Il a été livré à la Marine le 5 mai 2023 et admis au service actif le 25 juillet 2023.
Le deuxième patrouilleur de la série, le Teriieroo a Teriierooiterai, a été mis à l'eau le 5 septembre 2022 à Saint-Malo, puis a poursuivi son armement à Boulogne-sur-Mer. Il a quitté Boulogne-sur-Mer le 14 septembre 2023 pour rejoindre Calais. Il est arrivé à Brest le 12 novembre 2023. Il a quitté Brest pour Papeete le 16 mars 2024, où il est arrivé le 23 mai 2024. Il est admis au service actif le 17 juillet 2024.
Le troisième patrouilleur, l'Auguste Techer, a été mis à l'eau le 22 décembre 2023. Il a quitté Saint-Malo le 10 janvier 2024 pour rejoindre Boulogne-sur-Mer. Il doit être livré à la Marine vers la mi-2025.

## Caractéristiques
Les patrouilleurs Outre-mer de la classe Félix Éboué ont un déplacement de 1 300 tonnes à pleine charge. Ils sont longs de 80 m et larges de 11,8 m, avec un tirant d'eau de 3,5 m,. La propulsion de type diesel-electrique est assurée par deux moteurs diesels ABC 16DZC de 3880 kW et deux moteurs electriques ENAG/ABB motion M3LP de 550 kW. La vitesse maximale est de 24 noeuds. Armés par un équipage de trente marins, ils peuvent recevoir vingt-neuf passagers supplémentaires et assurer le soutien de plongeurs. Ils sont amenés à évoluer dans des zones de forte chaleur et d'hygrométrie élevée, pour des missions sans ravitaillement d'une durée avoisinant les trente jours, avec une capacité de manutention autonome pour le levage de matériels. Ils disposent de deux embarcations rapides d'intervention, longues d'environ 8 m, et d'un système de mini-drones aériens embarqués pour la Marine (SMDM).
Le système de combat est le Lyncea de la société française Nexeya, installé depuis 2009 sur les frégates de classe Floréal et les avisos reclassés en patrouilleurs de classe d'Estienne d'Orves. Le radar de surveillance KH Mk II SharpEye est fourni par Hensoldt. Deux radars Sperry Marine assurent la navigation, et un système de veille électro-optronique Sae Eagle est installé. L’armement est constitué d’un canon de 20 mm téléopéré Narwhal 20B, placé à l’avant, et de quatre affûts destinés à accueillir des mitrailleuses de 12,7 mm et 7,62 mm. Ces navires disposent d'une plateforme et d'un hangar pour un drone, et de moyens de communication satellitaires. Au niveau du rond central de la plateforme drone, il est possible de fixer un trépied support d arme pour Mistral ou Akeron. L'utilisation de mortier 81mm est également possible.

## Utilisateurs

### Marine nationale
Six patrouilleurs sont prévus pour équiper la Marine nationale. La première unité, qui a été livrée le 5 mai 2023, est basée à Nouméa en Nouvelle-Calédonie, où elle sera suivie d'un autre bâtiment fin 2025. Le deuxième patrouilleur a été admis au service actif le 17 juillet 2024 à Papeete, et sera également suivi d'un autre bâtiment. Deux unités seront basées à La Réunion. L'ensemble prendra la relève des patrouilleurs de la classe P400, du Malin et de l'Arago.
| Indicatif visuel | Nom                         | Première découpe | Mise à l'eau     | Essais en mer     | Livraison   | Service actif   | Port base  |
| ---------------- | --------------------------- | ---------------- | ---------------- | ----------------- | ----------- | --------------- | ---------- |
| P779             | Auguste Bénébig             | 8 octobre 2020   | 15 octobre 2021  | octobre 2022      | 5 mai 2023  | 25 juillet 2023 | Nouméa     |
| P780             | Teriieroo a Teriierooiterai | septembre 2021   | 5 septembre 2022 | 14 septembre 2023 | 7 juin 2024 | 17 juillet 2024 | Papeete    |
| P781             | Auguste Techer              | décembre 2022    | 22 décembre 2023 | 23 septembre 2024 | mi-2025     |                 | La Réunion |
| P782             | Jean Tranape                | mi-2023          | Janvier 2025     |                   | fin 2025    |                 | Nouméa     |
| P783             | Philippe Bernardino         | fin 2023         |                  |                   | 2026        |                 | Papeete    |
| P784             | Félix Éboué                 | mi-2024          |                  |                   | 2026        |                 | La Réunion |